# Akt o čipech
Akt o čipech je označení komplexního souboru opatření Evropské komise, který má za cíl v souvislosti s výpadkem polovodičů v letech 2020–2023 řešit jejich nedostatek a posílit vedoucí postavení Evropy v této oblasti.
Návrh vydala Komise 8. února 2022. Politická shoda byla nalezena na jaře 2023 a samotný akt o čipech (nařízení Evropského parlamentu a Rady (EU) 2023/1781 ze dne 13. září 2023, kterým se stanovuje rámec opatření pro posílení evropského polovodičového ekosystému a kterým se mění nařízení (EU) 2021/694) byl v Úředním věstníku EU zveřejněn dne 18. září 2023.